# صاروخ فوتون
صاروخ الفوتون هو مخطط صاروخي ألهم أجيال من المتحمسين للصواريخ. بحكم التعريف فإن صاروخ الفوتون هو صاروخ يستخدم الدفع من زخم الفوتونات المنبعثة (ضغط الإشعاع عن طريق الانبعاث) لدفعه.

## نبذة
نوقش صاروخ الفوتون على نطاق واسع لعقود من الزمن كدفع من الجيل التالي يمكن أن يجعل الرحلة بين النجوم ممكنة، الأمر الذي يتطلب القدرة على دفع المركبة الفضائية إلى سرعات لا تقل عن 10 ٪ من سرعة الضوء. يعتبر الدفع الفوتوني أحد أفضل مفاهيم الدفع بين النجوم المتاحة، لأنه يستند إلى الفيزياء والتقنيات الراسخة.

## الإقتراحات
يُقترح أن يتم تشغيل صواريخ الفوتون التقليدية بواسطة مولدات على متنها، كما هو الحال في الصواريخ النووية التقليدية.
يمكن التغلب على القيود التي تفرضها معادلة الصواريخ، طالما أن كتلة التفاعل لا تحملها المركبة الفضائية. في دفع الليزر، يتم فصل مولدات الفوتون والمركبة الفضائية فعليًا ويتم نقل الفوتونات من مصدر الفوتون إلى المركبة الفضائية باستخدام الليزر. ومع ذلك، فإن دفع الليزر محدود بسبب كفاءة توليد الدفع المنخفضة للغاية في انعكاس الفوتون. واحدة من أفضل الطرق للتغلب على عدم الكفاءة الكامنة في إنتاج قوة دفع الفوتون عن طريق تضخيم نقل الزخم للفوتونات عن طريق إعادة تدوير الفوتونات بين اثنين من المرايا عالية الانعكاس.